# Zimowe kładzenie min w pobliżu Islandii
Zimowe kładzenie min w pobliżu Islandii (ang. Winter Mine-laying off Iceland) – obraz olejny namalowany przez szkockiego malarza Muirheada Bone’a w 1942, znajdujący się w zbiorach Imperial War Museum w Londynie.

## Opis
Obraz Bone’a przedstawia czterech brytyjskich marynarzy Royal Navy (pierwszy z lewej jest słabo widoczny), ubranych w czarne olejakowe sztormiaki i charakterystyczne kapelusze zwane zydwestkami. Marynarze stoją przy otwartych lukach na burcie okrętu, przygotowując się do położenia nieopodal Islandii kolejnych min kotwicznych w czasie bitwy o Atlantyk podczas II wojny światowej.
Wzburzone morze, pochmurne niebo i ogólna szarość to główne elementy tego obrazu. Autor Muirhead Bone nie zastosował tu żadnych upiększeń, lecz – z fotograficzną precyzją – przedstawił akcję minowania na zimnym morzu.